# 수어사이드보이즈
수어사이드보이즈(Suicideboys, $uicideboy$)는 미국 루이지애나주 뉴올리언스 출신의 힙합 듀오로, 2014년 사촌 지간인 루비 다 체리(Ruby da Cherry)와 스크림 ($crim)에 의해 설립되었다. 음악 공유 플랫폼 사운드클라우드를 통해, 이 듀오는 거친 서정적인 내용과 주제뿐만 아니라 물질 사용 장애와 자살 생각을 두드러지게 특징으로 하는 그들의 거친 비트로 인기를 얻었다. 그들은 자신들의 레이블인 G*59 레코드를 소유하고 운영하며, 그들의 모든 음악은 Virgin Music Label & Artist Services에 의해 배급된다.
이 듀오는 언더그라운드 랩 씬에서 가장 인기 있는 이들 중 하나이며, 컬트 추종자들이 있는 것으로 여겨진다. 수 년 동안 익스텐디드 플레이와 믹스테이프를 발매한 후, 수어사이드보이즈(suicideboys)의 데뷔 스튜디오 음반 《I Want to Die in New Orleans》는 2018년 9월 7일 발매되었다. 이 음반은 상업적으로 좋은 성적을 거두었고, 미국 빌보드 200에서 그들의 첫 톱 10 음반이 되었다. 2019년 5월, 그들은 블링크-182 드러머 트래비스 바커와 함께 "Live Fast, Die Anyways"라는 제목의 공동 6트랙 EP를 발매했다. 콘의 기타리스트 제임스 셰퍼(James Shaffer)도 참여했다.

## 초창기 시절
'$crim'(스크림)은 1989년 4월 11일 루이지애나 주 마레로에서 태어났다. 아르세노는 원래 티페인(T-Pain)과 카니예 웨스트(Kanye West)로부터 음악을 제작하는 데 영감을 받았으며, 약을 팔아 번 돈으로 디스크 자키를 시작하는 데 사용한 첫 노트북을 구입했다. 디제잉에 대한 아르세노(Arceneaux)의 열정은 그가 디제잉 파티에 고용된 델가도 커뮤니티 칼리지에 다니기 시작했을 때 확장되었다. 그는 또한 중고 가구를 파는 일을 했는데, 3년 만에 새 손 문신을 새겼기 때문에 해고 당했다.
루비 다 체리(Petrou)는 1990년 4월 22일, 미국계 어머니와 그리스계 키프로스인 아버지 파블로스 페트루(Pavlos Petrou), 마운트카멜 아카데미(루이지애나)의 전 축구 감독으로, 뉴올리언스 대학에서 운동 장학금을 받고 루이지애나로 입국)의 아들로 태어났다. 루이지애나주 메테리에서 자란 페트루(Petrou)는 7살 때 바이올린을 연주하고 10살 때 드럼을 연주하며 음악에 대한 관심을 시작했고, 결국 중학교 때 밴드에 합류했다.그는 2015년까지 아버지의 식당에서 웨이터로 일했다. 펑크 록계에 대한 그의 경험은 그가 밴드 "Vapo-Rats"의 드러머로 합류하면서 계속되었다.; 그러나, 그의 밴드 동료들이 밴드의 미래에 대해 보여준 무관심에 환멸을 느낀 루비(Petrou)는 아르세노(Arceneaux)와 힙합에서 경력을 쌓기 위해 떠났다.
아르세노와 페트루는 사촌으로, 자라면서 친밀한 관계를 맺었다. 둘 다 진지하게 음악 경력을 쌓는 데 관심이 있고, 둘 다 삶의 방향에 만족하지 않는다는 것을 깨달아, 두 사람은 Suicideboys를 결성했다. 음악 경력이 잘 안 되면 둘 다 자살할 것이라고 약속했으며. 매스 어필(매스 어필)과의 인터뷰에서 자세히 설명했다. 아르세노우스는 "손을 베고 피를 흘리며 플랜 B가 없다고 약속하는 것과 비슷했다"며 "만약 우리가 30살이 될 때까지 이런 일이 일어나지 않는다면, 나는 머리를 날려버릴 것"이라고 말했다.

## 음악적 커리어
2014년 6월 사운드클라우드와 밴드캠프를 통해 발매되었으며, 언더그라운드 래퍼 본즈(랩퍼)와의 콜라보레이션으로 주목을 받았다. 그 다음 달, 이 듀오는 'Kill Yourself' 시리즈의 9개 버전을 추가로 발매했다.
같은 언더그라운드 아티스트 블랙 스머프와의 수많은 콜라보레이션 EP 이후, 그들의 첫 번째 정규 프로젝트인 "그레이/그레이(Gray/Grey)"가 2015년 3월 3일 발매되었다.
수어사이드보이즈(Suicideboys)의 언더그라운드 돌파는 2015년 EP 《$outh $ide $uide》의 발매와 함께 이루어졌는데, 이 음반은 이 듀오를 언더그라운드 랩 스포트라이트로 몰아넣었다. 2018년 10월 기준으로 이 테이프는 스트리밍 플랫폼 사운드클라우드에서만 7천 5백만 개 이상의 트랙 플레이를 얻었다.2016년 여름, "Radical $uicide"의 발매와 함께 이 듀오가 처음으로 주류 음악 차트에 진입했다. EDM 뮤지션 게터(DJ)가 프로듀싱한 5곡 EP는 핫 랩 송에서 17위로 정점을 찍었다.
2018년 9월 7일, 데뷔 앨범 "I Want to Die in New Orleans" 가 발매되었다.이 듀오의 공식 인스타그램 계정에 의해 게시된 성명에 의하면, "우리는 2017년 초에 이 음반을 녹음하기 시작했다고 한다. "처음에 우리는 도로에서의 우리의 경험에 대해 쓰고 우리의 삶이 어떻게 조금 더 사치스러워졌는지를 표현하고 싶었다."라고.
수어사이드보이즈(suicideboys)은 힙합 씬에서 사이비 종교 추종자들을 얻었는데, 부분적으로는 자살 관념, 사탄주의, 우울증과 같은 랩에서 거의 볼 수 없는 주제를 다루는 그들의 틈새 주제 때문이다. 2021년 8월 현재, 유튜브에서 가장 많이 본 뮤직비디오는 "파리"로, 거의 1억 5천만 조회수를 기록했으며, "Kill Yourself (Part III)"는 그들의 스포티파이 페이지에서 3억 2천 2백만 번의 재생이 가장 많은 곡이다. 이 듀오는 빌보드의 "2017년 빌보드 댄스에서 본 15명의 아티스트" 목록에 포함되었다.
2018년 말, 이 그룹이 일련의 불길한 트윗에 이어 결별했다는 소문이 돌았다. 하지만, 그들은 곧 이 트윗들이 아르세노가 직면하고 있는 "개인적인 문제"와 관련이 있으며, 사실 그들은 헤어지지 않았다고 밝혔다.
2019년 5월, 이 그룹은 블링크-182 드러머 트래비스 바커와 함께 6곡의 EP 'Live Fast, Die Anyways'를 발매하고 콘의 기타리스트 제임스 셰퍼가 주연을 맡았다.
2019년 7월, 두 사람은 첫 전국 투어 "Grey Day Tour"를 시작했는데, 게스트 세균(Germ), 시티 영안실(City Morgu), 쓰레기 토크(Trash Talk), 덴젤 커리(Denzel Curry), 쇼어라인 마피아(Shoreline Mafia), 나이트 로벨(Night Lovell), 푸야(Poya), Turnstile(밴드)이 오프너로 참여했다. 이 투어는 2019년 7월 24일 워싱턴주 시애틀의 루멘 필드|에서 공연을 시작으로 2019년 8월 23일 캘리포니아주 로스앤젤레스 슈트리피츠 엑스포 홀에서 공연을 끝으로 막을 내렸다.

2021년 8월, 2집 앨범 《Long Term Effects of Turging》을 발매했다. 이 음반은 일반 매체에서 분열을 일으키며 팬들에게 좋은 반응을 얻었다. 음반 발매 직후, 이 듀오는 G*59의 다른 멤버들과 함께 2021년 그레이 데이 투어를 시작했다.
2021년 11월, 이 듀오는 그들의 첫 번째 RIAA 플래티넘 싱글을 받았다. 그리고 앨범'...And to Those I Love, Thanks for Sticking Around"는 100만 장의 판매고를 올렸다.

### 사이드 프로젝트
수어사이드보이즈(Suicideboys)에서의 작품과 함께, 페트루(Patron)와 아르세노(Arceneaux)는 다른 예술가들과 개별적으로 작업했을 뿐 아니라 산발적인 솔로 작품을 발표했다.
수어사이드보이즈(Suicideboys) 이전에, 아르세노(Arceneaux)는 $crim이라는 이름으로 여러 믹스테이프를 발매하던 솔로 힙합 가수 지망생이었다. 이 영화들에는 "나르코틱스 어나니머스"(Narcotics Anonymous), #DrugFlow2, "Patron Saint of Everything Totally Fucked" 등이 있는데, 이 영화들은 모두 2014년 그룹 결성 전에 발매되었다. 아르세노는 리퍼블릭 레코드의 사내 프로듀서로 일했으며, 상업적으로 성공한 한 곡을 포함한 아티스트들을 위한 여러 곡을 제작했다.
 2020년, 아르세노는 $uicideboy$ 결성 이후 첫 솔로 앨범을 발매했다. 앨범 "A Man Rose from the Dead"는 팬들 사이에서 엇갈린 평가를 받았다.
페트루(Petrou)는 "Oddy Nuff da Snow Leopard"이라는 이름으로, 2012년, 'The Jefe Tape'와 2014년, 'Pluto'라는 이름으로 솔로 믹스테이프를 발매했다. 《Pluto》는 아르세노와, 페트루 사이의 상업적인 프로젝트에서의 첫 번째 협업을 포함했다.; ;  아르세노는 'Smoke a Sack'이라는 곡에 피처링을 했다.

### 논쟁
수어사이드보이즈(Suicideboys)는 그들의 이름, 서정적인 내용, 그리고 행동을 포함하여 종종 거칠고 공격적인 이미지로 주류 음악 비평가들로부터 많은 비판을 받아왔다. 그들의 많은 노래들은 사탄주의에 대한 주제와 암시를 담고 있다. 그러나, Arceneau가 Adam Grandmanison과의 인터뷰에서 말했듯이, 그들의 악마적 이미지 사용은 단지 돈, 마약, 그리고 사람들을 조종할 수 있는 다른 물건들의 부정적인 효과에 대한 메타니머스(metonym)일 뿐이다.
아르세노(Arceneaux)는 과거 오피오이드(opioid) 중독자였는데, 그의 애덤 할머니의 인터뷰에서 그는 단지 그의 중독을 충족시키기 위해 사람들을 강탈하기 위해 크레이그리스트에 있는 그에게로 유인할 것이라고 주장했다.
2016년 9월, 캐나다의 DJ이자 음반 프로듀서인 데드마우5(Deadmau5)는 그들의 노래 "Antarctica"의 성공 이후 듀오를 저작권 침해로 고소했다. 이 곡은 데드마우5(Deadmau5)의 "Remember"(데드마우 5와 카스카데 노래)의 일부를 카스카데와 함께 샘플링했다.; DJ는 수어사이드보이즈(suicideboys)가 "동의 없이 다른 사람들의 지적 재산을 공개하고 있다"고 주장하면서 이 듀오를 비난했다. 1월부터 발매된 이 곡은 유튜브와 사운드클라우드 모두에서 수백만 개의 플레이에 도달했으며, 두 플랫폼의 Suicidesboys에 의해 삭제되었고 더 이상의 조치는 취해지지 않았다. 그러나 다가오는 2021년 그레이 데이 투어(Grey Day Tour 2021)에 맞춰 2021년 9월에 스트리밍 서비스가 중단된 지 거의 4년 만에 스트리밍이 허가되었다.

## 음악 스타일
수어사이드보이즈(Suicideboys)의 음악은 랩의 하위 장르에 따라 다양하지만, 어떤 노래들은 우울증과 자살 관념과 같은 주제에 초점을 맞춘 서정적인 내용을 가진 우울한 음색을 가지고 있는 반면, 다른 노래들은 폭력과 성적 내용을 주제로 한 매우 공격적이다. 그들의 음악 중 일부는 뉴올리언즈에서 자라나는 삶에 기반을 두고 있다.;
"오듀본, 뉴올리언스(Audubon, New Orleans0"와 같은 노래 제목들, 툴레인 대학교(Tulane University), 엘리시안 필즈 애비뉴(Elysian Fields Avenue) and 세인트 버나드 프로젝트(St. Bernard Projects) 아르세노(Arceneaux)와 페트로(Petrou)의 삶에 영향을 준 거리와 이웃들을 반영하고 있다.
그들의 음악에는 분명한 쓰리 식스 마피아(Three 6 Mafia)의 영향이 있으며, 이전의 많은 수어사이드보이즈의 노래들은 그룹의 노래에서 샘플을 사용했다. 쓰리 식스 마피아(Three 6 Mafia)의 샘플링 사용은. 이전 멤버들, 특히 갱스타 부(Gangsta Boo)에 의해에 의해 보류되었다. 그것은 다른 사람들에게 받아들여져 왔다. 쓰리 식스 마피아의 창립 멤버 중 한 명인 쥬시 제이(Juicy J)는 수어사이드보이즈(Suicideboys)에 대한 지지와 함께 멘토링에 대해 목소리를 높였으며, 이 듀오를 그의 믹스테이프 'Highly Acoinated'와 'ShutDa'를 제작하기 위해 영입했고,'ShutDaF*kUp'은 에이셉 라키(ASAP Rocky), 카디비(Cardi B), 위즈 칼리파, 텐타시온(XXXTentacion)과 같은 아티스트들이 참여한다.
그들의 음악의 많은 부분이 우울증과 그 증상에 초점을 맞추고 있는데, 이것은 주류적인 힙합에서 종종 받아들여지지 않는 각도이다. 아르세노는 매스 어필(Mass Appeal, 미디어)과의 인터뷰에서 "많은 사람들이 그것을 이모티콘이나 우울한 음악, 혹은 부정적인 음악으로 받아들이며, 정말 연결되고 있으며, 이것은 음악을 통한 치료이다."라고 밝혔다.
게스트 프로듀서들과, 구매한 악기의 루프 사용을 제외하고, 수어사이드보이즈(suicideboys)의 모든 음반은 아르세노(Arceneaux)가 자신의 필명인 버드 드와이어(Budd Dwyer, 전 동명의 정치인 버드 드와이어)로 제작하였다.
아르세노(Arceneaux)는 덴젤 커리, 대시, 쥬시 J를 포함한 여러 아티스트의 트랙을 제작했다.; 게다가, 그는 리퍼블릭 레코드와 사내 계약을 한 적이 있다고 진술한다.

## 개인사
아르세노(Arceneaux)와 페트루(Petrou)는 그들의 사생활에 관해서 매우 비밀스럽다. 하지만 둘 다 그들의 노래에서 그들이 사귀었던 여성들을 언급하는데, 가장 눈에 띄는 것은 "CLYDE"이다.
아르세노(Arceneaux)는 마약 중독의 역사를 가지고 있는데, 가장 눈에 띄는 것은 헤로인이다. 하지만 그는 2019년 2월 이후로 술을 끊었다고 주장했다. 아르세노는 12개의 스탭 프로그램과 치료 세션에 참석함으로써 자신의 음주 상태를 유지한다고 말했다.
페트루(Petrou)는 또한 약물 중독을 다루었다. 그는 아르세노처럼 자신의 중독에 대해 숨김없이 털어놓지는 않았다. 그러나 그는 '고통의 장기적 영향(Long Term Effects of Suffering)'이 개봉된 이후 자신의 중독에 대해 더 목소리를 높였다경영진의 개입 후, 페트루(Petrou)는 2020년 10월 약물 재활 시설에 입원했다. 페트루(Petrou)는 그가 계속 마리화나를 피우고 있기 때문에 완전히 술이 깨지는 않았다고 말했다.

## 디스코그래피

### 스튜디오 앨범들
| 제목                                                        | 디테일 | 픽(Peak) 차트 위치 | 픽(Peak) 차트 위치 | 픽(Peak) 차트 위치 | 픽(Peak) 차트 위치 | 픽(Peak) 차트 위치 | 픽(Peak) 차트 위치 | 픽(Peak) 차트 위치 | 픽(Peak) 차트 위치        | 픽(Peak) 차트 위치                    | 판매량       |
| 제목                                                        | 디테일 | 빌보드 200 미국    | 호주ARIA 차트      | 울트라톱           | 캐나다앨범 차트    | FIN                | 독일 GfK 차트      | 네덜란드 NLD 차트  | 뉴질랜드뮤직 공식 NZ 차트 | 슈바이처 히트파라데, 스위스 공식 차트 | 판매량       |
| ----------------------------------------------------------- | --- | ------------------ | ------------------ | ------------------ | ------------------ | ------------------ | ------------------ | ------------------ | ------------------------- | ------------------------------------- | ------------ |
| I Want to Die in New Orleans(나는 뉴올리언스에서 죽고 싶다) | - 발매일: 2018년 9월 7일 - 레이블: G*59 - 파일 유형: 디지털 다운로드, 스트리밍, 시디, 비닐 음반, 카세트 테이프 | 9                  | 10                 | 44                 | 26                 | 6                  | 89                 | 74                 | 15                        | 87                                    | - US: 31,000 |
| Long Term Effects of Suffering(고통의 장기적 영향)          | - 발매일: 2021년 8월 13일 - 레이블: G*59 - 파일 유형: 디지털 다운로드, 스트리밍, 시디, 비닐 음반               | 7                  | 18                 | 76                 | 26                 | 12                 | 61                 | —                  | 8                         | 29                                    |              |

### 차트에 올라온 EP들
| 제목                         | 디테일                                                             | 피크(Peak) 차트 위치 | 피크(Peak) 차트 위치 | 피크(Peak) 차트 위치 |
| 제목                         | 디테일                                                             | 톱 R&B 힙합 앨범들   | 독립 앨범들          | 열을 올리는 앨범들   |
| ---------------------------- | ------------------------------------------------------------------ | -------------------- | -------------------- | -------------------- |
| Radical $uicide(과격한 자살) | - 발매일: 2016년 7월 22일 - 라벨: G*59 - 파일유형: 디지털 다운로드 | 17                   | 20                   | 5                    |

### 기타 EP들
2014
- Kill Your$elf Part I: The $uicide $aga
- Kill Your$elf Part II: The Black $uede $aga
- Kill Your$elf Part III: The Budd Dwyer $aga
- Kill Your$elf Part IV: The Trill Clinton $aga
- Kill Your$elf Part V: The Fuck Bitche$, Get Death $aga
- Kill Your$elf Part VI: The T$unami $aga
- Kill Your$elf Part VII: The Fuck God $aga

2015
- Kill Your$elf Part VIII: The $eppuku $aga
- Kill Your$elf Part IX: The $oul$eek $aga
- Kill Your$elf Part X: The Re$urrection $aga
- Black $uicide (w/ Black Smurf)
- Black $uicide Side B: $uicide Hustle (w/ Black Smurf)
- G.R.E.Y.G.O.D.S. (w/ Ramirez)
- Grey Sheep
- I No Longer Fear the Razor Guarding My Heel
- Black $uicide Side C: The Seventh Seal (w/ Black Smurf)
- $outh $ide $uicide (w/ Pouya)
- I No Longer Fear the Razor Guarding My Heel (II)
- G.R.E.Y.G.O.D.S.I.I. (w/ Ramirez)

2016
- DIRTYNASTY$UICIDE (w/ Germ)
- Grey Sheep II
- I No Longer Fear the Razor Guarding My Heel (III)

2017
- DIRTIERNASTIER$UICIDE (w/ Germ)
- Kill Yourself Part XI: The Kingdom Come Saga
- Kill Yourself Part XII: The Dark Glacier Saga
- Kill Yourself Part XIII: The Atlantis Saga
- Kill Yourself Part XIV: The Vulture Saga
- Kill Yourself Part XV: The Coast of Ashes Saga
- Kill Yourself Part XVI: The Faded Stains Saga
- Kill Yourself Part XVII: The Suburban Sacrifice Saga
- Kill Yourself Part XVIII: The Fall of Idols Saga
- Kill Yourself Part XIX: The Deep End Saga
- Kill Yourself Part XX: The Infinity Saga

2019
- Live Fast, Die Whenever (w/ Travis Barker)

### 믹스테잎들
- Gray/Grey (2015)
- 7th or St. Tammany (2015)
- YUNGDEATHLILLIFE (2015)
- High Tide in the Snake's Nest (2015)
- My Liver Will Handle What My Heart Can't (2015)
- Now the Moon's Rising (2015)
- Dark Side of the Clouds (2016)
- Eternal Grey (2016)
- Stop Staring at the Shadows (2020)

### 싱글
| 제목 | 연도 | 픽 차트 위치 | 픽 차트 위치      | 픽 차트 위치       | 음원 판매 인증   | 앨범                                                                                       |
| 제목 | 연도 | 핫 100 차트  | 핫 R&B, 힙합 곡들 | 공식 뉴질랜드 뮤직 | 음원 판매 인증   | 앨범                                                                                       |
| --- | ---- | ------------ | ----------------- | ------------------ | ---------------- | ------------------------------------------------------------------------------------------ |
| "Runnin' Thru the 7th with My Woadies(내 아내들과 함께 7일까지 달린다)"                                        | 2015 | —            | —                 | —                  | - RIAA: Gold     | $outh $ide $uicide(남쪽 자살)                                                              |
| "Kill Yourself (Part III)"                                                                                     | 2015 | —            | —                 | —                  | - RIAA: Gold     | My Liver Will Handle What My Heart Can't(내 심장이 할 수 없는 것은 내 간이 처리할 것이다.) |
| "Fuckthepopulation(사람들을 엿먹이자)"                                                                         | 2015 | —            | —                 | —                  |                  | My Liver Will Handle What My Heart Can't(내 심장이 할 수 없는 것은 내 간이 처리할 것이다.) |
| "Paris(파리)"                                                                                                  | 2015 | —            | —                 | —                  | - RIAA: Gold     | Now The Moon's Rising(지금 달이 뜬다)                                                      |
| "Kill Yourself (Part IV)(자살 IV)"                                                                             | 2016 | —            | —                 | —                  |                  | Non-album single                                                                           |
| "For the Last Time(마지막으로)"                                                                                | 2017 | —            | —                 | —                  |                  | Kill Yourself Part XX: The Infinity Saga(자살 XX:인피니티 사가)                            |
| "2nd Hand(두번째 손)"                                                                                          | 2017 | —            | —                 | —                  | - RIAA: Gold     | Kill Yourself Part XII: The Dark Glacier Saga(자살 XII: 다크 글레이셔 사가)                |
| "Fuckallofyou2k18(엿 먹어, 새끼야)"                                                                            | 2018 | —            | —                 | —                  |                  | Non-album singles                                                                          |
| "Either Hated or Ignored(싫어지거나 무시당해)"                                                                 | 2018 | —            | —                 | —                  |                  | Non-album singles                                                                          |
| "Carrollton(캐롤턴)"                                                                                           | 2018 | —            | —                 | —                  | - RIAA: Gold     | I Want to Die in New Orleans(나는 뉴올리언스에서 죽고 싶다)                                |
| "Meet Mr. Niceguy(Niceguy씨를 만나보세요)"                                                                     | 2018 | —            | —                 | —                  |                  | I Want to Die in New Orleans(나는 뉴올리언스에서 죽고 싶다)                                |
| "Hung Up on the Come Up(전화 끊기)"                                                                            | 2018 | —            | —                 | —                  |                  | Non-album singles                                                                          |
| "Scrape(긁다)"                                                                                                 | 2018 | —            | —                 | —                  |                  | Non-album singles                                                                          |
| "Nothingleftnothingleft(남긴건 없어, 남긴건 없어)"                                                             | 2019 | —            | —                 | —                  |                  | Live Fast, Die Whenever(빠르게 살고, 언제 죽을지 모르는)                                   |
| "Aliens Are Ghosts(외계인들은 귀신이다)"                                                                       | 2019 | —            | —                 | —                  |                  | Live Fast, Die Whenever(빠르게 살고, 언제 죽을지 모르는)                                   |
| "Scope Set(범위 설정)"                                                                                         | 2019 | —            | —                 | —                  |                  | Stop Staring at the Shadows(그림자를 쳐다보는 것을 멈춰)                                   |
| "Fuck Your Culture(당신의 문화에 엿이나 먹어라)"                                                               | 2019 | —            | —                 | —                  |                  | Stop Staring at the Shadows(그림자를 쳐다보는 것을 멈춰)                                   |
| "...And to Those I Love, Thanks For Sticking Around(...그리고 내가 사랑하는 사람들에게, 곁에 있어줘서 고마워)" | 2020 | 5            | 46                | 35                 | - RIAA: Platinum | Stop Staring at the Shadows(그림자를 쳐다보는 것을 멈춰)                                   |
| "New Profile Pic(새 프로필 사진)"                                                                              | 2021 | —            | —                 | —                  |                  | Long Term Effects of Suffering(고통의 장기적 영향)                                         |
| "Avalon(아발론)"                                                                                               | 2021 | —            | —                 | —                  |                  | Long Term Effects of Suffering(고통의 장기적 영향)                                         |
| "Materialism as a Means to an End(물질주의의 끝)"                                                              | 2021 | —            | —                 | —                  |                  | Long Term Effects of Suffering(고통의 장기적 영향)                                         |
| "The_Evil_That_Men_Do(남자가 할 수 있는 악마적 행동)"                                                          | 2022 | —            | —                 | —                  |                  | Non-album single                                                                           |

### 다른 차트에 있는곡들
| 제목 | 년도 | 픽(Peak) 차트 위치 | 앨범                                                       |
| 제목 | 년도 | 뉴질랜드 공식 차트 | 앨범                                                       |
| --- | ---- | ------------------ | ---------------------------------------------------------- |
| "All Dogs Go to Heaven(모든 개들은 천국에 간다)"                                                                        | 2020 | 26                 | Stop Staring at the Shadows(그림자를 쳐다보는 것을 멈춰라) |
| "Putrid Pride(프리드 왕자)"                                                                                             | 2020 | 32                 | Stop Staring at the Shadows(그림자를 쳐다보는 것을 멈춰라) |
| "That Just Isn't Empirically Possible(그것은 경험적으로 가능하지 않다.)"                                                | 2020 | 34                 | Stop Staring at the Shadows(그림자를 쳐다보는 것을 멈춰라) |
| "If Self-Destruction Was an Olympic Event, I'd Be Tonya Harding(자멸이 올림픽 종목이라면, 나는 토냐 하딩이 될 것이다.)" | 2021 | 26                 | Long Term Effects of Suffering(고통의 장기적 영향)         |
| "Life Is but a Stream~(인생은 개울에 불과해~)"                                                                          | 2021 | 21                 | Long Term Effects of Suffering(고통의 장기적 영향)         |
| "5 Grand at 8 to 1(8대 1로 5 그랜드)"                                                                                   | 2021 | 28                 | Long Term Effects of Suffering(고통의 장기적 영향)         |
| "Avalon(아발론)" | 2021 | 15                 | Long Term Effects of Suffering(고통의 장기적 영향)         |
| "Materialism as a Means to an End(물질주의의 끝)"                                                                       | 2021 | 15                 | Long Term Effects of Suffering(고통의 장기적 영향)         |
| "Ugliest(가장 못생긴)"                                                                                                  | 2021 | 16                 | Long Term Effects of Suffering(고통의 장기적 영향)         |

### 찬조 출연(Guest appearances, 피쳐링)
| 제목                         | 년도 | 기타 공연자(들)                                       | 앨범                               |
| ---------------------------- | ---- | ----------------------------------------------------- | ---------------------------------- |
| "Soul"                       | 2014 | Chetta                                                | Diary of a Felon                   |
| "Cult II"                    | 2014 | Queen Michael                                         | 빈칸                               |
| "$u$hi"                      | 2014 | $hroomhead                                            | 빈칸                               |
| "$uicideWave"                | 2014 | XtheDolphin                                           | 빈칸                               |
| "Hotline"                    | 2015 | IZREAL                                                | 빈칸                               |
| "$ix Feet Deep"              | 2015 | YPH                                                   | 빈칸                               |
| "Lethargy"                   | 2015 | J Trauma                                              | 빈칸                               |
| "G Double O D"               | 2015 | Swag Toof                                             | FOE                                |
| "I Met A Witch In The Woods" | 2015 | Raziah Jones                                          | 빈칸                               |
| "Dark Cry$tal"               | 2015 | Noah23                                                | Peacock Angel                      |
| "666House"                   | 2015 | Mike Good                                             | 빈칸                               |
| "The Invocation"             | 2015 | Wavy Jone$                                            | Beyond the Black Rainbow           |
| "Psychedelic $uicide"        | 2015 | Trez                                                  | 빈칸                               |
| "Hatred"                     | 2015 | Smug Mang                                             | Lil Gwoupo                         |
| "Seppuku"                    | 2015 | Ghostemane, JGrxxn                                    | For the Aspiring Occultist         |
| "Polluted Paradise"          | 2015 | Chetta                                                | Polluted Paradise                  |
| "Avant Garde"                | 2015 | JGrxxn, Rozz Dyliams                                  | LILBOXCHEVYMANE                    |
| "Avant Garde II"             | 2015 | JGrxxn, Ramirez                                       | Ra                                 |
| "Make Your Own Way"          | 2015 | Supa Sortahuman                                       | HATE HATE                          |
| "Dipped In Gold"             | 2015 | B.C. tha Hybrid                                       | 빈칸                               |
| "Sarcophagus II"             | 2015 | Ramirez                                               | Meet Me Where the River Turns Grey |
| "Guillotine"                 | 2016 | CP97                                                  | 빈칸                               |
| "Check"                      | 2016 | EndyEnds                                              | 빈칸                               |
| "Fuck Y'all Hoes"            | 2016 | Germ                                                  | Bad Shit                           |
| "Chamber"                    | 2016 | Mikey the Magician                                    | Manifest                           |
| "But Wait, There's More"     | 2016 | Pouya                                                 | Underground Underdog               |
| "Fat Hoes"                   | 2016 | Pouya, SDotBraddy, Germ                               | Underground Underdog               |
| "Agora"                      | 2016 | Yung Dori, Crackhead Jynn                             | SUSPECT                            |
| "2 Hot 4 U"                  | 2016 | Fat Nick                                              | When the Lean Runs Out             |
| "TTYL" (Remix)               | 2016 | Fat Nick, Pouya (래퍼), Sir Michael Rocks, Robb Banks | When the Lean Runs Out             |
| "I Can't Fold"               | 2016 | Wifisfuneral                                          | Black Heart Revenge                |
| "2 High"                     | 2016 | Getter (DJ)                                           | Wat the Frick                      |
| "Depraved $uicide"           | 2016 | Yung Dori                                             | 빈칸                               |
| "666 Below"                  | 2017 | Kold-Blooded                                          | FaceKloud 1.0                      |
| "Rukus"                      | 2017 | Germ                                                  | Bad Shit (Bootleg)                 |
| "Suicide Bay"                | 2017 | Mitchell Bay                                          | 빈칸                               |
| "Grey Gods"                  | 2017 | Ramirez                                               | The Grey Gorilla                   |
| "As the Bridges Burn"        | 2017 | Craig Xen                                             | 빈칸                               |
| "Freaky"                     | 2017 | Juicy J, A$AP Rocky                                   | Highly Intoxicated                 |
| "Joan of Arc"                | 2018 | Night Lovell                                          | Goodnight Lovell                   |
| "Cutthroat Smile"            | 2018 | Bexey                                                 | 빈칸                               |
| "Awkward Car Drive"          | 2019 | Germ                                                  | Germ Has a Deathwish               |
| "Zuccenberg"                 | 2021 | Tommy Cash, Diplo                                     | MoneySutra                         |
| "Solutions"                  | 2022 | Shakewell                                             | Pray 4 Shakewell                   |

## 알터 에고(Alter egos, 다른 자아)
| 아리스토스 페트루(Aristos Petrou)의 알터 에고(Alter egos)들 | 스콧 아르케노 주니어(Scott Arceneaux Jr)의 알터 에고(Alter egos)들 |
| ----------------------------------------------------------- | ------------------------------------------------------------------ |
| Ruby Da Cherry                                              | $crim                                                              |
| SLAMDUNKASAUR (오직 프로듀서로만)                           | Budd Dwyer(버드 드와이어)* (오직 프로듀서로만)                     |
| Yung Plague                                                 | $lick $loth                                                        |
| 7th Ward Lord                                               | Yung $carecrow                                                     |
| 7th Ward Dragon                                             | Lil Cut Throat                                                     |
| 7th Ward Charizard                                          | Lil Remains                                                        |
| James $pleen                                                | Anthony Mars                                                       |
| Yung Mutt                                                   | Yung Heath Ledger                                                  |
| Norman Atomic                                               | $uicide Christ                                                     |
| Oddy Nuff da Snow Leopard                                   | Pontius Pilate                                                     |
| Spooky da Scary                                             | Lil Half Cut                                                       |
| Lil Uzi the Anti-Christ                                     | Yung Christ                                                        |
| Yung $lumber                                                | $witchblade $crim                                                  |
| Lord of Loneliness                                          | Tony With The Tommy                                                |
| Yung $now                                                   | Tony wit Da Tommy                                                  |
| Romeo da Black Rose                                         | Trap House $crim                                                   |
| Ruby Soho                                                   | OG Giraffe Neck                                                    |
| Shawty Burn-A-Church                                        | Lil Murder                                                         |
| Lil No Flash                                                | Yung Death                                                         |
| The $uicidal $hepherd                                       | Lil Life                                                           |
| Papa Pine                                                   | Yung Hank Moody                                                    |
| OG Lion Mane                                                | Hearse Boy                                                         |
| Lil Oozing                                                  | Lil Choppa                                                         |
| Choking Boy                                                 | Lil Famine                                                         |
| Prince Mononoke the Frozen Shogun                           | Northside Shawty                                                   |
| $nowmane                                                    | Big Grieve                                                         |
| Yung Maraschino                                             | Yung Lowdown                                                       |
| Lil Infected                                                | Lil 2/3rds                                                         |
| Lil Waaaaaa                                                 | Who Boy Boy                                                        |
| Yung Ooze                                                   | Soulja Rag Murder                                                  |
| Raindrop Walka                                              | Lil Cig                                                            |
| Prince of Tides                                             | Yung October                                                       |
| DuckBoy                                                     | Banny da Pint Drinker                                              |
| George Washington's AR-15                                   | El Wetto                                                           |
| Southside Shawty                                            | Black Window                                                       |
| Maire de Gras Ville                                         | OG Corpse                                                          |
| Ruby Rougarou                                               | Yung Mane                                                          |
| That Guy with the Diamond Horns                             | Lil Hurt                                                           |
| 40 Blunts                                                   | Junior                                                             |
| Ruby Da Archangel                                           | God of the Liars                                                   |
| @SuicideLEOPARD (Instagram and Twitter handle)              | OG Worry                                                           |
|                                                             | Yung Sex Symbol                                                    |
|                                                             | Lil' Dark                                                          |
|                                                             | @yungxrist (Instagram Handle)                                      |
|                                                             | @SuicideChrist (Twitter Handle)                                    |

* TV 생방송에서 자살한 버드 드와이어(R. Budd Dwyer)라는 정치인 R의 이름을 따서 명칭 되었다.